# يوسف البنيان
يوسف بن عبد الله بن محمد البنيان وزير التعليم السعودي. عُين في 27 سبتمبر 2022، وزيراََ للتعليم خلفاً للوزير حمد بن محمد آل الشيخ. كان قبلها يشغل منصب نائب رئيس مجلس الإدارة والرئيس التنفيذي لشركة سابك.

## التعليم
حصل البنيان على شهادة البكالوريوس في الاقتصاد من جامعة الإمام محمد بن سعود الإسلامية عام 1987، ودرجة الماجستير في الإدارة الصناعية عام 1996. وحصل على الشهادة التنفيذية من كلية سلوان للإدارة في الولايات المتحدة عام 2006.

## أعماله
شغل البنيان منصب مدير عام وسطيات النسيج في المركز الرئيس لشركة سابك بالرياض خلال الفترة (2007 - 2008)، ومدير عام شركة سابك الأمريكيتين في هيوستن بالولايات المتحدة الأمريكية خلال الفترة (2005 - 2007)، ومدير عام شركة سابك آسيا الباسيفيك خلال الفترة (2002 - 2005)، ثم شغل منصب نائب الرئيس التنفيذي للكيماويات ومنصب الرئيس التنفيذي للموارد البشرية في شركة سابك في فبراير 2008، ثم عمل نائب الرئيس التنفيذي للشؤون المالية في 11 يناير 2015، ثم وافق مجلس إدارة الشركة السعودية للصناعات الأساسية سابك بتاريخ 14 فبراير 2015 على تكليف البنيان بمهام الرئيس التنفيذي للشركة اعتبارًا من 15 فبراير 2015.

## المناصب
- رئيس مجلس إدارة جامعة الملك سعود من 25 يوليو 2023.[7]
- رئيس مجلس إدارة بنك المنشآت الصغيرة والمتوسطة من 16 فبراير 2023.[8]
- الرئيس التنفيذي ونائب رئيس مجلس إدارة شركة سابك. - من 2015 إلى 28 سبتمبر 2022.[9]
- رئيس مجلس إدارة شركة الأسمدة العربية السعودية (سافكو) - منذ فبراير 2015.[10]
- رئيس مجلس إدارة شركة ينبع الوطنية للبتروكيماويات (ينساب) - منذ يناير 2015.[11]

- رئيس مجلس إدارة الشركة السعودية للحديد والصلب.
- رئيس مجلس إدارة الاتحاد الخليجي للبتروكيماويات والكيماويات (جيبكا) - منذ مايو 2015.[12][13]
- رئيس مجلس إدارة لجنة مصنعي البتروكيماويات - حتى 2022,
- وزيرًا للتعليم في السعودية - منذ سبتمبر 2022.
- رئيس مجلس إدارة المؤسسة العامة للتدريب التقني والمهني.[14]
- رئيس مجلس شؤون الجامعات.[15]

## العضويات
- عضو مجلس إدارة مؤسسة الرياض غير الربحية - سبتمبر 2024.[16]
- عضو الهيئة العامة للتجارة الخارجية منذ 2019.
- عضو المجلس التأسيسي لمشروع تطوير قطاع مستقبل التنقل منذ 2019.[17]
- عضو مجلس إدارة الهيئة العامة للموانئ.
- عضو مجلس إدارة الهيئة الملكية للجبيل وينبع.
- عضو مجلس إدارة شركة السوق المالية السعودية (تداول).[18]